# Водників (острів)
Острів Водників (найдавніша назва — острів Чернечий) — острів на річці Дніпро в околицях Києва, навпроти Віти-Литовської, межує з Жуковим островом. Проїзд на Острів Водників — зі сторони Столичного шосе. Розташований на півдні  Голосіївського району Києва.
Сайт острова Водників, що містить актуальну інформацію про події і історію людей, що жили в різні раси на острові Водників - https://ostrivvodnikiv.godaddysites.com/

## Історія

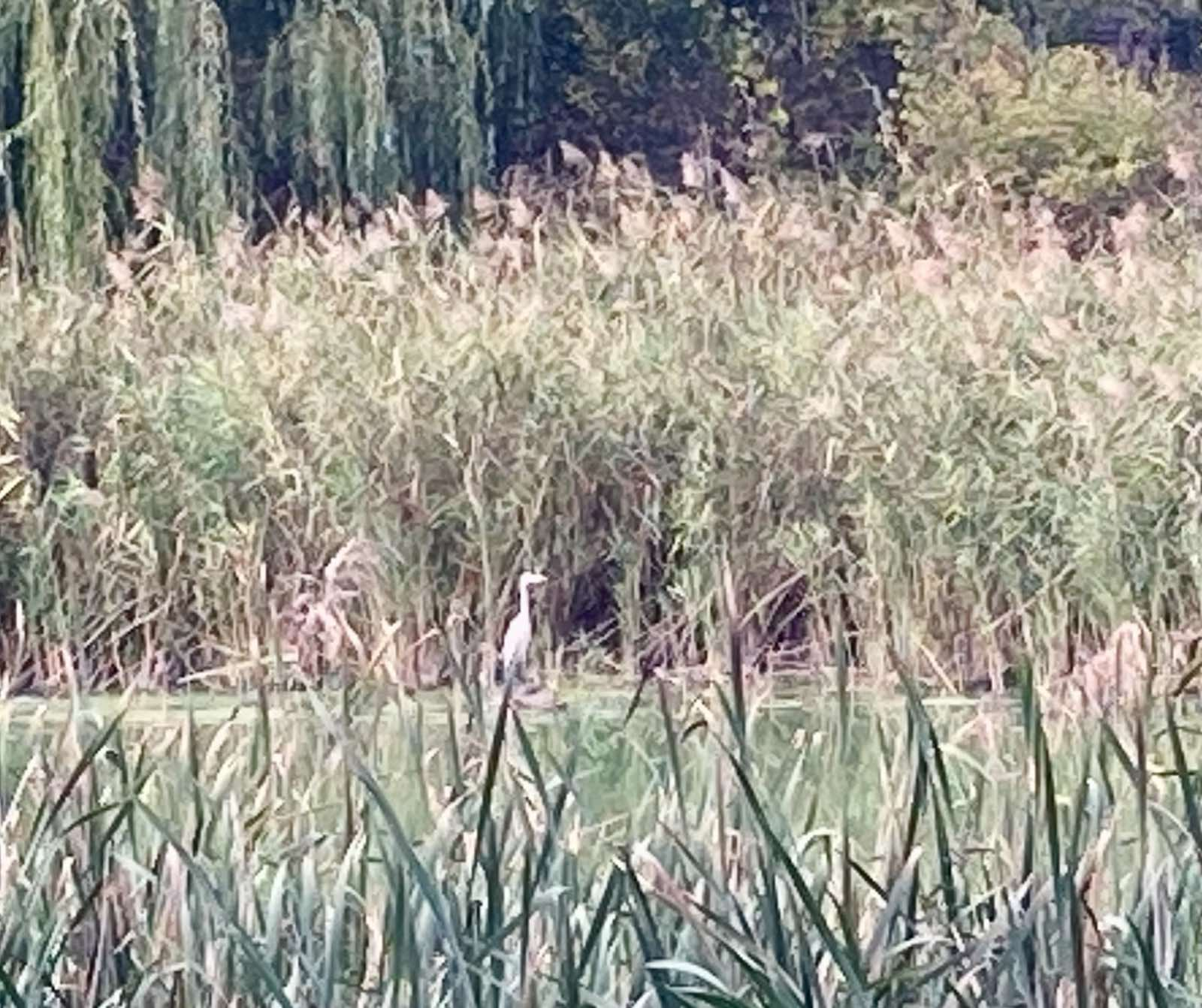
Жуків острів заплава

Цей острівець є наступником попереднього більшого Чернечого острова — великого видовженого острова, що простягнувся вздовж східного узбережжя Жукова острова. Генеза цього острова, імовірно, пов'язана, як з явищами меандрування (поступове відмирання старого річища — Старого Дніпра та формування нового річища ближче до лівого берега), так і з акумулятивними процесами. Чернечий острів був відділений від Жукового острова вузькою протокою. 
У 1938 році, до початку будівництва НКШС № 1, на Жуковому острові, більше відомого як тунель під Дніпром, ділянку заплави в районі острова Чернечего було значно трансформовано. Згідно генерального кошторису, для спорудження всіх майданчиків цього будівництва необхідно було намити 667,6 тис. м³ ґрунту. За винятком 90 тис. м³, це робота була завершена у травні 1939 році. Залишок піску планувалося використати на відсипання дамби через протоку Дніпра — Старик.
Роботи з укріплення берегів місця будівництва (центральна частина Жукового острова) в основному були закінчені у першому півріччі 1939 року. У другому півріччі 1939 року зі всіх робіт з освоєння майданчиків були включені берегоукріплювальні роботи безіменного острова (сучасний — острів Водників). Роботи на острові могли проводитися лише при низькому горизонті води. Крім того, у листопаді-грудні були передбачені підготовчі роботи зі спорудження підводного екрану. Під час будівництва НКШС № 1 в західній частині колишнього острова Чернечий розташувався титул № 4. Сам острів був зменшений, його береги внаслідок гідронамиву були підвищені та укріплені. Так він перетворився на менший сучасний острів Водників. До островів Жукового та Водників було прокладено дамби. Таким чином, острів Водників був фактично перетворений на півострів. Насипана дамба, яка вела на острів Водників, на той час знаходилася в південній частині острова (наразі ж вона веде до північної частини острова) .
Під час оборони Києва та укріпленого району дамбу підготували до підриву та прикрили кулеметними гніздами. 30 серпня 1941 року штурмова група 95-ї піхотної дивізії намагалася наблизитися до острова, проте червоноармійці завчасно підірвали дамбу. Під час другого штурму укріпленого району, що розпочався 16 вересня 1941 року, радянський гарнізон з числа підрозділів 37-ї армії вів фланкуючий вогонь по наступаючим німецьким військам. Це змусило супротивника вже самому підірвати дамбу, яку встигли відремонтувати, та виділити одну роту для блокування острова. 18 вересня 1941 року німекці окупанти зайняли територію острова Водників. До цього моменту острів був безіменним, або поточно називався німцями островом понтонів.  

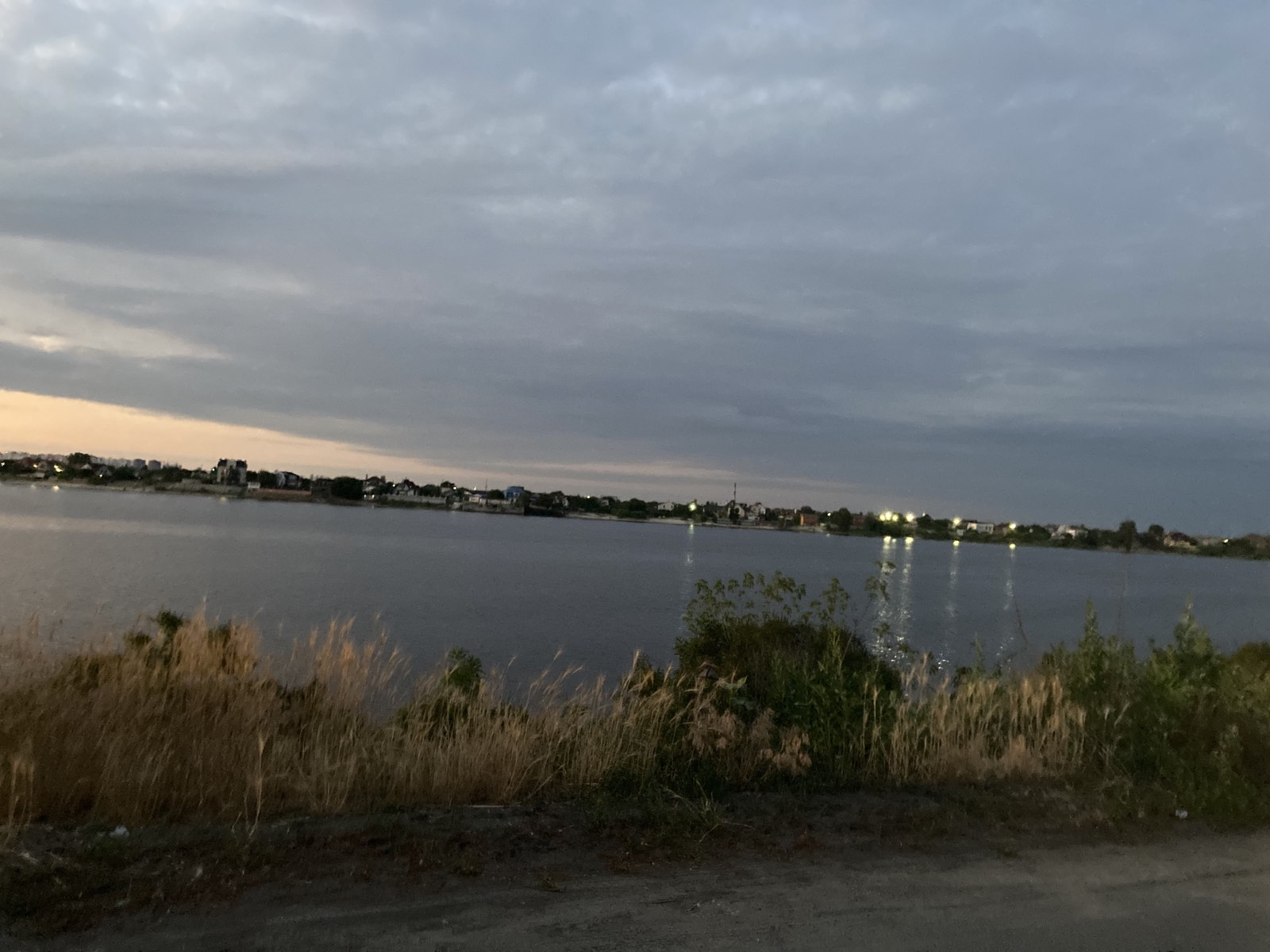
Острів Водників північний берег

Сучасну назву острів отримав у період після Другої світової війни, коли тут було збудовано об'єкти, що пов'язані з обслуговуванням водного транспорту. У 1950-ті роки острів був сполучений з правим берегом Дніпра новою дамбою (на північ острова), якою пройшла шосейна дорога. Таким чином площа штучної затоки збільшилася та поліпшила умови стоянки для річкового флоту. На її березі збудовано один з цехів Київського суднобудівно-судноремонтного заводу. З початку 1980-х років частину острову займають садово-дачні ділянки.

## Галерея

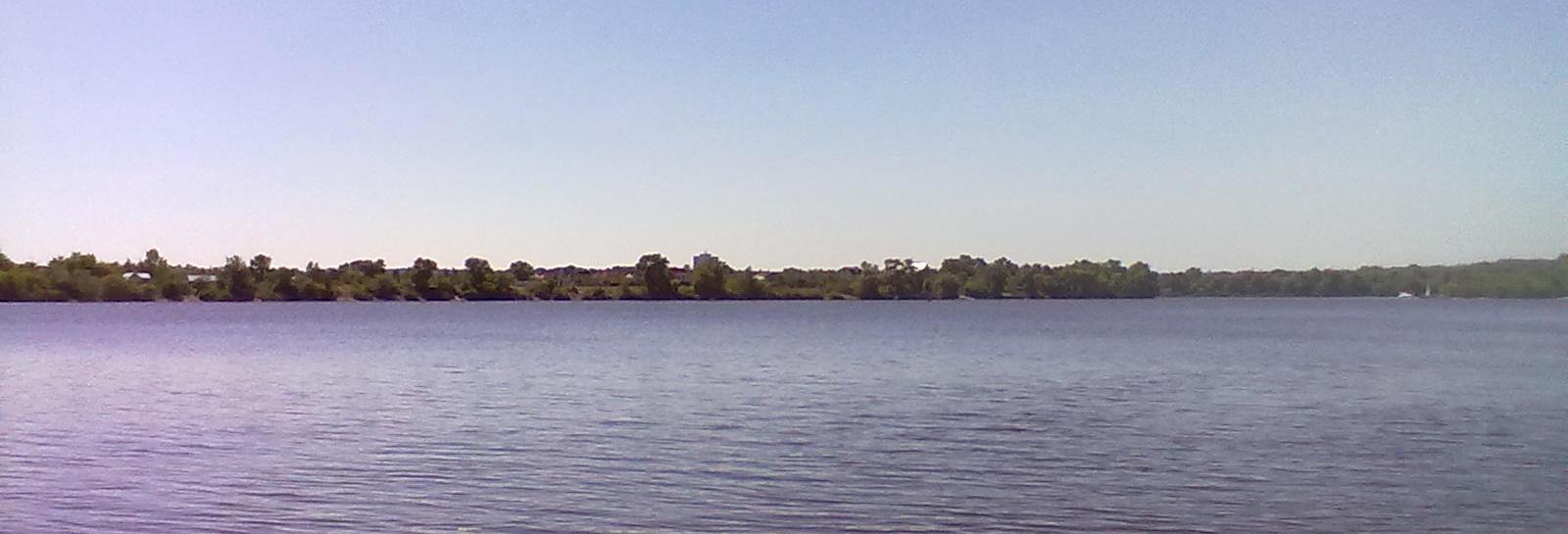
Острів Водників, північна частина
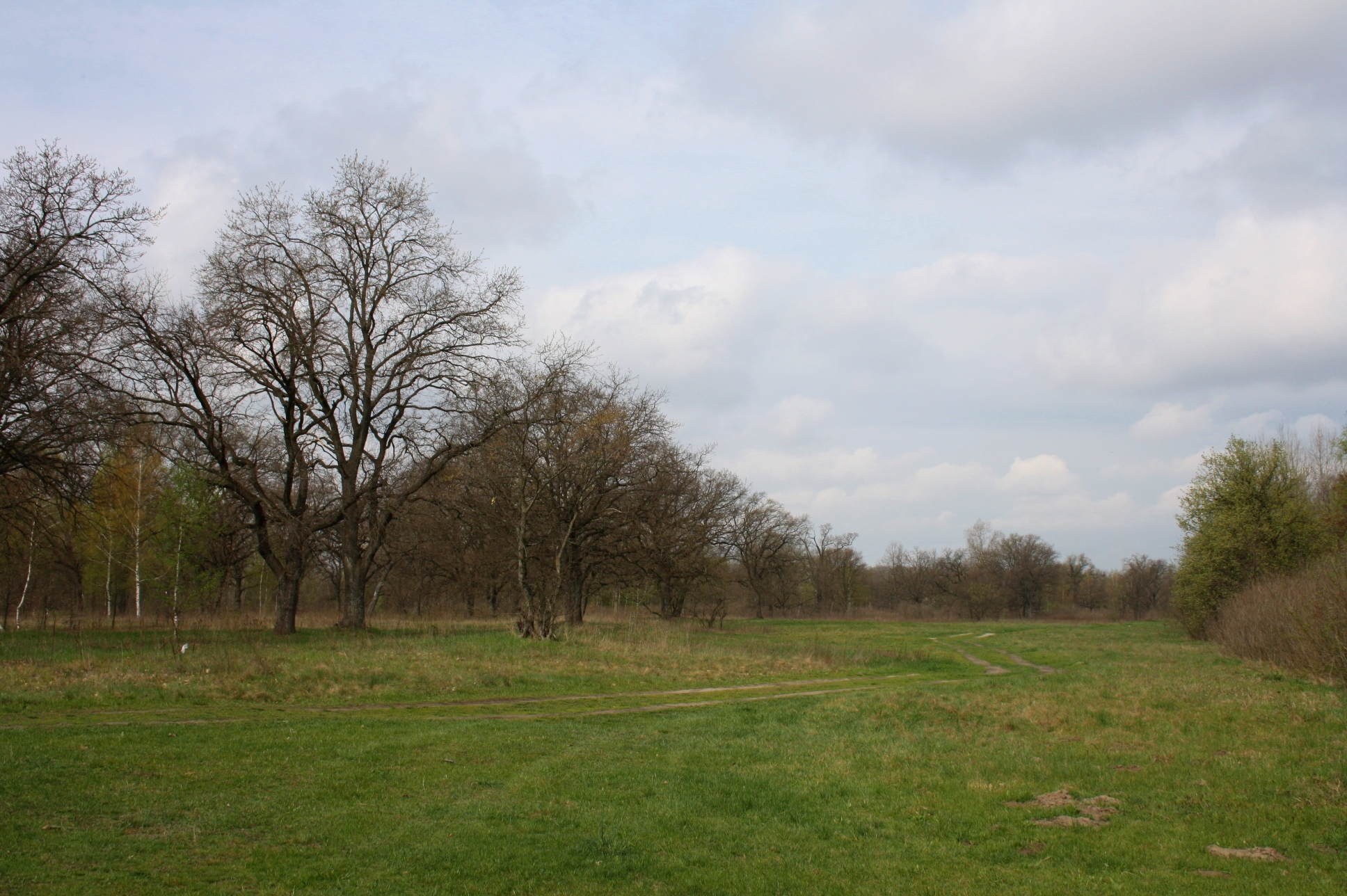
Жуків острів на межі з островом Водників